# Púchov
Púchov (em alemão: Puchau; húngaro: Puhó) é uma cidade da Eslováquia, situada no distrito de Púchov, na região de Trenčín. Tem 41,5 km² de área e sua população em 2018 foi estimada em 17.068 habitantes.

## Demografia
| Ano:        | 1994   | 2004   | 2014   | 2024   |
| ----------- | ------ | ------ | ------ | ------ |
| Broj ljudi: | 18 913 | 18 675 | 18 036 | 16 781 |
| Razlika:    |        | -1,25% | -3,42% | -6,95% |

| Ano:               | 2023   | 2024   |
| ------------------ | ------ | ------ |
| Número de pessoas: | 16 922 | 16 781 |
| Diferença:         |        | -0,83% |